# Гвоздиков, Андрей Алексеевич
Андрей Алексеевич Гвоздиков (род. 1942, Москва) — проживающий в Эстонии поэт, писатель, драматург, публицист, журналист, блогер. Автор книги «Дадено — взядено» (2023). Создатель и в течение 10 лет руководитель литературного объединения имени Адольфа Гана (северо-восток Эстонии).

## Биография
Родился 21 ноября 1942 года в Москве, в родильном доме Грауэрмана. Дед — революционер Константин Львович Гвоздиков (1887-1915). Бабушка — революционерка Екатерина Евгеньевна Гвоздикова-Фрумкина (1881-1954).
Первые 30 лет жил на улице Грановского в доме № 3, недалеко от Кремля, учился в школе № 92, где некогда, тогда в женской гимназии, проходила обучение Марина Цветаева.
С 16 лет начал работать. Поменял массу профессий. Был актером в театре имени В. Маяковского, медником на авиационном заводе, монтажником-верхолазом, строил пятиэтажки-«хрущёвки» Большой Москвы, учился на топографа.
В 1963-1965 годах служил военным строителем на Тихоокеанском флоте. Позднее работал корреспондентом в газете «Советская Фергана», звукооператором, был корреспондентом самой большой многотиражки СССР — газеты «Московский железнодорожник», трудился проводником железнодорожных вагонов.
Затем поступил в Литературный институт имени А. М. Горького, который окончил в 1974 году (семинар прозы, мастер — сначала Сергей Павлович Залыгин, потом — Лев Абрамович Кассиль).
В Литинституте на семинаре прозы вместе с Гвоздиковым занимались многие впоследствии ведущие прозаики страны: Георгий Баженов, Святослав Рыбас, Иван Евсеенко. Также посещал объединение «Магистраль».
В течение 20 лет работал экскурсоводом Московского экскурсионного бюро, преподавал экскурсоведение. После переворота 1991 года торговал в палатке на Ярославском вокзале, имел торговую газетную точку.
В 2002 году, после смерти жены, нашел свою судьбу в Нарве (Эстонская Республика), женился на Ольге Алексеевне Мужниекс.
Создал и 10 лет руководил литературным объединением имени Адольфа Гана.
Занимается также живописью, состоит в объединении художников «Вестервалли».

## Творческий путь
Стихи А. Гвоздиков начал писать в 16-летнем возрасте. Тогда же, в 1958 году, на открытии памятника Маяковскому он прочитал стихотворение, в котором были следующие строки:
Горы говорят гранитов гребнями

	О величьи ветров и веков.

	Уползает солнце древнемедное

	В неподсчетный раз из облаков.

	Ледники, приливы и отливы,

	Желтые пустынные пески.

	На земле не каждый день счастливый.

	Много было страха и тоски.

	И косясь на горы и туманы,

	Выправляя сгорбленный костяк,

	Человек произошел от обезьяны,

	Не подумав как-то. Просто так….
Уже позднее, работая в «Ферганской правде», А. Гвоздиков опубликовал стихотворение, посвященное погибшим солдатам Великой Отечественной войне, «Баллада о часовом». Оно получило признание не только в Узбекистане, но и в Москве, в частности — в среде экскурсоводов, где позднее работал поэт. В более поздние годы А. Гвоздиков вновь вернулся к лирике, став автором нескольких сотен стихотворений. К тому времени он прошел серьезную литературную школу. Сначала он посещал знаменитое литобъединение «Магистраль», из которого вышли Владимир Войнович, Фазиль Искандер, Булат Окуджава и другие. Гвоздиков получил личную оценку от руководителя объединения поэта Григория Левина. Затем, в 1968 году, поступил в знаменитый Литературный институт имени А. М. Горького, в котором на семинаре прозы проходил обучение у С. П. Залыгина и Л. А. Кассиля.
Дмитрий Шляпентох, писатель, социолог, философ, адъюнкт-профессор исторического факультета университета штата Индиана (США), так отозвался о поэзии Гвоздикова:

«Чтобы понять поэзию Андрея, читатель должен почувствовать, ту среду, в которой он рос и которая составила его экзистенциальный стержень. А он остался с ним по сей день. И вот это и сделало его прекрасным поэтом. Его стихи часто звучат то как японский хайку, то как библейские притчи, то как наставления Марка Аврелия, писавшего свой дневник скорее всего при свете походного костра. Как всякого настоящего поэта, стихи Андрея не нужно рекламировать, ибо тот, кто хочет найти их, найдет без назойливой подсказки».
Прозу Андрей Гвоздиков начал писать в период своей службы в армии в 1963—1965 годы, когда начал публиковать рассказы в многотиражке Тихоокеанского флота «Боевая вахта». Позднее в газете «Гудок» был опубликован рассказ «Паровозный бог», о котором 50 лет спустя литературовед Илья Вершинин (автор предисловия и послесловия к книге) оставил следующий отзыв:

«(Здесь) Гвоздиков скорее не выражает, а заставляет снова жить старое революционное время, в котором отношение к технике было не потребительское, а как к живому существу. (…) Но в рассказе Гвоздикову не только через солнце, через смешение разных приемов и стилей, удается совершенно не-традиционная передача воззрения рабочих и крестьян на природу техники. Он делает это через не литературный, а кинематографический прием монтажа, при котором точка видения рассказчика словно бы перемещается в пространстве, переходит с одного предмета на другой. (…)
Уравняв между собой человека и технику (машинист и паровоз), Гвоздиков, как выразитель „поколенческих устремлений“, добивается определенного тождества своего эпизода с началом известного фильма („Застава Ильича“). Но если (в фильме) на смену чеканящим свой стройный шаг красноармейцам приходят молодые, размышляющие над вечными вопросами жизни люди, то тут смена ролей идет, минуя одно поколение. Во многом это, конечно, обусловлено тем, что связь с предыдущим поколением у современников Гвоздикова утеряна, о чем он часто в своих и стихотворных, и прозаических строчках терзается…»''
Позднее Гвоздиков написал «Повесть на желтом песке» и целый ряд других текстов, в том числе пьесу «Вечная сказка о любви». Эти и другие произведения автора вошли в сборник «Дадено — взядено», который тиражом в 500 экземпляров вышел в 2023 году (издательство «Радуга», город Киров).
Поэт, член Союза писателей России Вячеслав Ананьев прокомментировал выход сборника следующим образом:

«У Андрея Гвоздикова удивительная биография и, по мере своих поэтических откровений, она отражена в его порывистых порой, а порой и тихих, грустных стихотворениях. Перед вами проходит своей загадочной походкой непростое историческое время нашей Родины. Автор являет нам детали советской эпохи, просвещает нас и печалится сам, что это время безвозвратно кануло в Лету. Радует и то, что основа мировоззрения Андрея Гвоздикова — это все же любовь. Так или иначе, у этих искренних поэтических творений есть свой читатель, а это уже хорошо».
'